# Yannick Gerhardt
Yannick Gerhardt (Würselen, Alemania, 13 de marzo de 1994) es un futbolista alemán que juega como centrocampista en el VfL Wolfsburgo de la Bundesliga de Alemania.

## Trayectoria

### Colonia
Debutó como profesional el 20 de julio de 2013, fue en la fecha 1 de la 2. Bundesliga, se enfrentó como titular al Dinamo Dresde y empataron 1 a 1. Yannick jugó su primer partido con 19 años y 129 días, utilizó la camiseta número 31.
El 3 de agosto, disputó por primera vez la Copa de Alemania, fue en la primera ronda contra el Maguncia 05, estuvo los 90 minutos en cancha y ganaron 1 a 0. En octavos de final, volvió a ser titular, para enfrentar al Hamburgo, pero perdieron 2 a 1 y quedaron eliminados.
En la fecha 6 del campeonato, el 1 de septiembre, su rival fue el Erzgebirge Aue, en el minuto 3 Gerhardt anotó su primer gol oficial y finalmente ganaron 4 a 1.
En su primera temporada, logró el puesto como titular, pero al final no tuvo tantos minutos en cancha, en los últimos 8 partidos jugó 45 minutos. De igual forma, el Colonia se coronó campeón de la segunda categoría alemana, por lo que ascendieron a la máxima. Yannick completó 31 encuentros, anotó 3 goles y brindó 4 asistencias.
Comenzó la temporada 2014-15 como suplente. En la fecha 3, debutó en la Bundesliga, jugó 4 minutos contra el Paderborn y empataron 1 a 1.
No tuvo muchas participaciones en la máxima categoría alemana, además que una mononucleosis lo alejó de las canchas más de dos meses. En la fecha 32, el 10 de mayo de 2015, anotó su primer gol en la Bundesliga, fue contra el Schalke 04 y ganaron 2 a 0. 
El Colonia finalizó la Bundesliga en la duodécima posición, Yannick estuvo presente en 16 partidos, de los cuales fue titular en 9 y anotó un gol. Además jugó un partido en la Copa de Alemania, pero fueron eliminados en octavos de final.

### VfL Wolfsburgo
El 27 de mayo de 2016, fue fichado por el Wolfsburgo por 14 millones de euros por 5 años, para comenzar la temporada 2016-17 con el equipo.

## Estadísticas
Actualizado al 17 de mayo de 2025.
| Club                      | Div.          | Temporada     | Liga  | Liga  | Copas nacionales | Copas nacionales | Torneos internacionales | Torneos internacionales | Total | Total |
| Club                      | Div.          | Temporada     | Part. | Goles | Part.            | Goles            | Part.                   | Goles                   | Part. | Goles |
| ------------------------- | ------------- | ------------- | ----- | ----- | ---------------- | ---------------- | ----------------------- | ----------------------- | ----- | ----- |
| F. C. Colonia · Alemania  | 2.ª           | 2013-14       | 29    | 3     | 2                | 0                | —                       | —                       | 31    | 3     |
| F. C. Colonia · Alemania  | 1.ª           | 2014-15       | 16    | 1     | 1                | 0                | —                       | —                       | 17    | 1     |
| F. C. Colonia · Alemania  | 1.ª           | 2015-16       | 29    | 2     | 1                | 0                | —                       | —                       | 30    | 2     |
| F. C. Colonia · Alemania  | Total club    | Total club    | 74    | 6     | 4                | 0                | 0                       | 0                       | 78    | 6     |
| VfL Wolfsburgo · Alemania | 1.ª           | 2016-17       | 29    | 0     | 3                | 0                | —                       | —                       | 32    | 0     |
| VfL Wolfsburgo · Alemania | 1.ª           | 2017-18       | 17    | 1     | 4                | 0                | —                       | —                       | 21    | 1     |
| VfL Wolfsburgo · Alemania | 1.ª           | 2018-19       | 30    | 2     | 3                | 0                | —                       | —                       | 33    | 2     |
| VfL Wolfsburgo · Alemania | 1.ª           | 2019-20       | 18    | 2     | 2                | 1                | 5                       | 1                       | 25    | 4     |
| VfL Wolfsburgo · Alemania | 1.ª           | 2020-21       | 29    | 2     | 4                | 2                | 2                       | 0                       | 35    | 4     |
| VfL Wolfsburgo · Alemania | 1.ª           | 2021-22       | 27    | 1     | 1                | 0                | 5                       | 0                       | 33    | 1     |
| VfL Wolfsburgo · Alemania | 1.ª           | 2022-23       | 29    | 6     | 2                | 0                | —                       | —                       | 31    | 6     |
| VfL Wolfsburgo · Alemania | 1.ª           | 2023-24       | 25    | 2     | 3                | 1                | —                       | —                       | 28    | 3     |
| VfL Wolfsburgo · Alemania | 1.ª           | 2024-25       | 29    | 1     | 4                | 1                | —                       | —                       | 33    | 2     |
| VfL Wolfsburgo · Alemania | Total club    | Total club    | 233   | 17    | 26               | 5                | 12                      | 1                       | 271   | 23    |
| Total carrera             | Total carrera | Total carrera | 307   | 23    | 30               | 5                | 12                      | 1                       | 349   | 29    |

## Palmarés

### Títulos nacionales
| Título        | Club             | País     | Año  |
| ------------- | ---------------- | -------- | ---- |
| 2. Bundesliga | 1. F. C. Colonia | Alemania | 2014 |

### Títulos internacionales
| Título          | Club (*)                     | País    | Año  |
| --------------- | ---------------------------- | ------- | ---- |
| Eurocopa Sub-21 | Selección de Alemania sub-21 | Polonia | 2017 |

(*) Incluyendo la selección.